# Шошоны

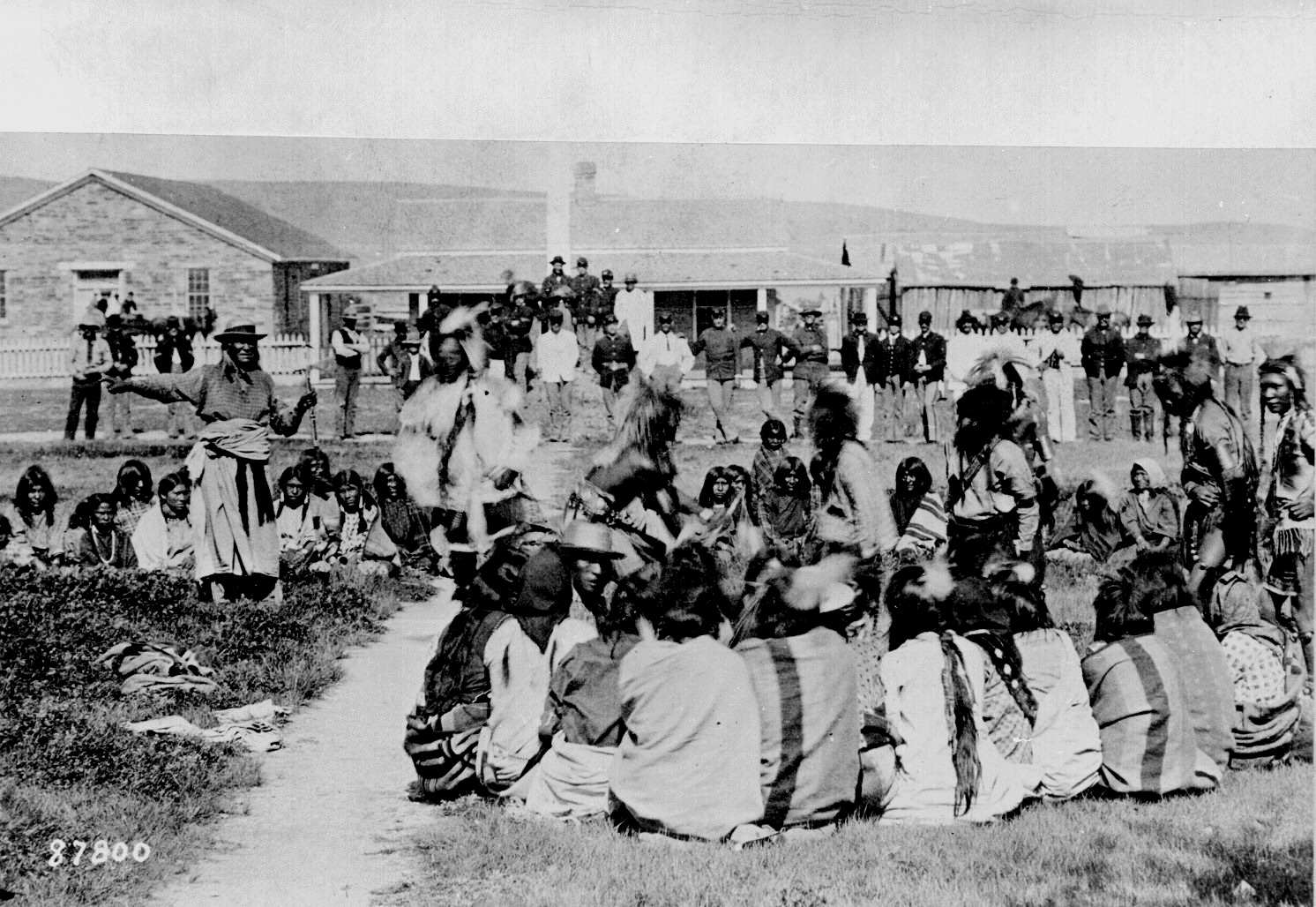
Восточные шошоны в форте Вашаки. 1892 г.

Шошо́ны (англ. Shoshone) (самоназвание нымы, нывы) — североамериканское объединение индейских племен, в которое входят входят 4 группы. Группа нумик включает подгруппы западных, центральных и южных нумик. Западные — моно и северные пайюты, центральные — панаминт, шошоны, команчи, южные — юты, южных пайют, кавайису, чемегуэви. Группа такик включает народы серрано, тонгва, китанемук, купеньо, кауилья, луисеньо. Группы тубатубал и хопи включают по одному народу (одноимённые). 
Собственно шошоны (самоназвание — newe («люди»)) — индейский народ, проживающий в центральной и северо-восточной частях Большого Бассейна. Делятся на западных, северных и восточных. Язык — шошонский, принадлежащий к юто-ацтекской языковой семье. Выделение шошонских языков в одну группу устарело, и в настоящее время они считаются разбросанными по разным подгруппам нумских языков.

## Западные шошоны
Численность западных шошон — 3 тысячи человек. Проживают в штатах Юта, Калифорния, Невада.
Тип культуры — обычный для индейцев Большого Бассейна. Традиционные занятия — бродячее собирательство (семена, коренья, ягоды), охота (на горного барана, антилопу, кролика, грызунов, птицу). В деле используют палки-копалки, конические заплечные корзины, семявыбивалки. Из ремёсел владеют плетением, делают грубую керамику. Не знали коневодства.
Семья — малая, семьи объединялись в группы с неустойчивым составом. Брак — амбилокальный и неолокальный. Существовало умыкание невест.
Традиционный культ — шаманизм. Единственная ритуальная пляска — Круговая Пляска.

## Северные шошоны
Живут в резервации Форт-Холл на реке Снейк в штате Айдахо совместно с банноками. Численность — 4 тысячи человек. Распространён тип культуры индейцев Большого Бассейна с элементами культуры индейцев Плато.
Занятия — охота (на бизонов, антилоп, оленей, горных баранов), собирательство (злаки, корни, луковицы), рыболовство (лосось, форель). Развита выделка шкур, плетение, изготовление посуды из стеатита, грубая керамика. В XVII веке заимствовали коневодство.
В социальной организации характерны группы с нестабильными составом и лидерством. Семья малая, поселение амбилокальное.
Культы — духов-хранителей, демиурга Аппы («Отец»), главные персонажи мифов — демиург Волк и трикстер Койот.

## Восточные шошоны

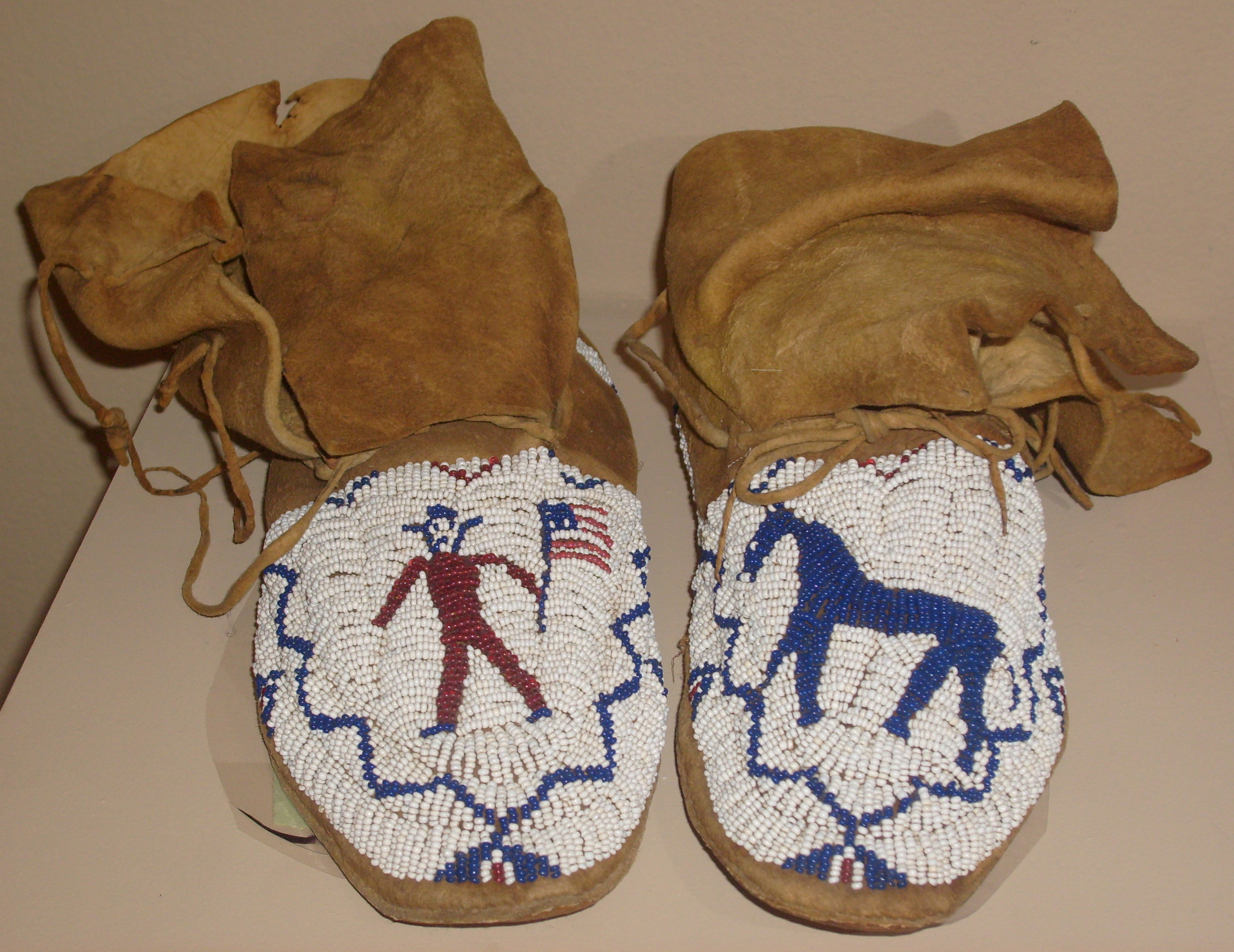
Мокасины восточных шошонов 1900 года

Живут в резервации Уинд-Ривер в штате Вайоминг. Численность — 2,4 тысячи человек.
Тип культуры — переходный от культуры индейцев Большого Бассейна к типу культуры индейцев Великих равнин. Предположительно, они появились вместе с команчами в районе Великих равнин в 1500 году и занимались пешей охотой на бизонов. С XVII века переняли у соседей коневодство и конную охоту на бизонов. Другие занятия — охота на бобров, грызунов, баранов, оленей, рыболовство, собирательство.
Делились на племена во главе с вождём. Зимой племя распадалось на мелкие группы, частично присоединялись к другим племенам. Существовали два военных союза — «Желтые макушки» (молодёжь, шли в авангарде) и «Брёвна» (зрелые бойцы, шли в арьергарде).
В XX веке перешли к сельскому хозяйству, работе по найму, усилилась миграция в города.
Культы — шаманизм. Церемониальный танец — Пляска Солнца.